# Thomas Hart Benton (homme politique)
Pour les articles homonymes, voir Thomas Hart Benton, Hart et Benton.
Thomas Hart Benton, surnommé « Old Bullion » (14 mars 1782 – 10 avril 1858), est un propriétaire terrien et un homme politique américain, qui fait une longue carrière en tant que sénateur des États-Unis pour l'État du Missouri de 1821 à 1851. Benton est l'un des architectes et le champion de l'expansion vers l'ouest, une idéologie, que l'on nomme la « destinée manifeste ».

## Jeunesse et études
Benton est né à Harts Mill en Caroline du Nord, près de l'actuelle localité de Hillsborough. Son père, un riche avocat et propriétaire terrien, meurt en 1790. Benton étudie également le droit à l'Université de Caroline du Nord, mais il doit interrompre ses études en 1799 afin de s'occuper de la gestion du domaine familial.
Attiré par les possibilités qu'offre l'Ouest, le jeune Benton emmène sa famille sur une propriété de quelque 160 km2 près de Nashville au Tennessee, sur laquelle son père avait pris une option. Il y bâtit une plantation, ainsi que des écoles, des églises et des moulins. Son expérience en tant que pionnier instillera une dévotion toute particulière à la démocratie jeffersonienne qui perdurera tout au long de sa future carrière politique. 
Il poursuit ses études de droit et est admis au barreau du Tennessee en 1805, puis en 1809, il est pendant une législature sénateur de l'État. Il attire l'attention du premier citoyen du Tennessee, Andrew Jackson, dont il reste le protégé tout au long de son séjour dans cet État.
Lorsqu'éclate la guerre de 1812, Jackson fait de Benton son aide de camp, avec grade de lieutenant-colonel. Benton est envoyé à Washington D.C. afin d'y représenter les intérêts de Jackson auprès des autorités militaires ; il est irrité de cette position qui l'empêche d'obtenir une expérience au combat. Lorsqu'en 1813, il entend dire que Jackson aurait insulté son frère Jesse, Benton agresse physiquement Jackson dans un hôtel de Nashville. Il s'ensuit une bagarre impliquant l'entourage des deux hommes et Jackson échappe de peu à la mort lorsqu'un coup de feu l'atteint à l'épaule. Jackson et Benton deviennent alors des ennemis jurés.

## Carrière de sénateur
Après guerre, en 1815, Benton part pour le territoire du Missouri nouvellement créé. Au Tennessee, Andrew Jackson lui faisait de l'ombre, au Missouri, il devient un gros poisson dans un petit étang. Il s'installe à Saint-Louis, où il ouvre une étude d'avocat et devient éditeur du Missouri Enquirer, l'un des deux plus importants journaux à l'ouest du Mississippi.
En 1817, Charles Lucas accuse Benton de frauder le fisc ce qui devrait le priver de ses droits civiques. Ils se battent en duel sur Bloody Island (en), Lucas est touché à la gorge et Benton au genou. Après que Lucas se soit remis, il se battent à nouveau, cette fois ci Lucas est tué et Benton s'en tire sans blessure,.
Le Compromis du Missouri de 1820 fait du territoire un État dont Benton devient l'un des premiers sénateurs.
Après l'élection présidentielle de 1824, lors de laquelle Andrew Jackson obtient une majorité relative mais est finalement battu par John Quincy Adams à la chambre des représentants. Benton et Jackson, mettant leurs différends de côté, s'unissent. Benton devient le leader au sénat du parti républicain-démocrate, et en tant que tel se bat vigoureusement contre la Second Bank of the United States. Lorsque Jackson est censuré par le Sénat en 1834 pour avoir révoqué la charte de la banque, Benton mène une campagne sans merci pour que la motion soit effacée des registres officiels.
Benton est un défenseur infatigable de l'étalon-or, monnaie selon lui moins défavorable aux petits fermiers et commerçants de l'Ouest que le papier-monnaie. Il fait une proposition de loi, qui imposerait le paiement de toute terre fédérale en monnaie or. Cette proposition est battue au Congrès mais entre ensuite en vigueur grâce à une ordonnance de Jackson en 1836, la Specie Circular. Sa position concernant la monnaie lui vaudra le surnom de Old Bullion (en français : « vieux lingot »).
Sa plus grande préoccupation est l'expansion territoriale des États-Unis nécessaire à l'accomplissement de sa « destinée manifeste » de grande puissance continentale. Il considérait à l'origine les montagnes Rocheuses comme la frontière occidentale naturelle du pays, mais il la repousse ensuite jusqu'à la côte pacifique. Il considère les terres non colonisées comme dangereuses et travaille infatigablement à leur peuplement. Ses actions à l'encontre du papier-monnaie, prétendent décourager la spéculation foncière et à encourager l'arrivée de colons.
Benton est à l'origine du passage sous administration unique du territoire de l'Oregon. Depuis la Convention anglo-américaine de 1818, l'Oregon était conjointement occupé et administré par les États-Unis et le Royaume-Uni. Benton est favorable au peuplement de l'Oregon et de la frontière avec le Canada par des colons américains. La frontière actuelle, définie sur le 49e parallèle par le traité de l'Oregon en 1846 est un choix de Benton; il s'oppose par contre aux extrémistes du mouvement des « Fifty-four forty or fight », apparu vers 1845, en pleine période dite de la question de l'Oregon. 
Il est l'auteur du premier des Homestead Acts, qui encourage la colonisation en offrant la terre à tous ceux désireux d'en travailler le sol. Il milite pour une meilleure exploration de l'Ouest, et apporte son soutien aux nombreuses expéditions de son beau-fils John Charles Frémont. Il est favorable à un soutien public à un chemin de fer transcontinental et demande le développement du télégraphe pour les communications à longue distance. Il est aussi un vigoureux avocat de la spoliation et de la déportation des Amérindiens afin de favoriser les colons européens.
Il est un leader et un orateur de premier plan, capable de soutenir ou de contrer ses collègues sénateurs Daniel Webster, Henry Clay et John C. Calhoun. Bien qu'étant expansionniste, son éthique personnelle le pousse à s'opposer à des comportements avides et sournois, comme son opposition au mouvement des « Fifty-Four Forty », par exemple. Benton recommande l'annexion du Texas et plaide pour l'abrogation du traité d'Adams-Onís de 1819 par lequel les États-Unis renonçaient à leurs prétention sur ce territoire, mais il s'oppose aux machinations qui conduisent à son annexion en 1845 puis à la guerre américano-mexicaine. Il est persuadé que l'expansion doit avoir lieu pour le bien du pays et non pas pour le bénéfice personnel de quelques puissants.
Il est élu membre de l'American Antiquarian Society en 1855.